# Alfie Cox
Alfie Cox (Pietermaritzburg, 6 gennaio 1963) è un pilota motociclistico e pilota di rally sudafricano ritiratosi dall'attività agonistica, specializzato nei rally raid, tre volte sul podio alla Dakar con le moto (1999, 2002 e 2005).

## Biografia
Proveniente dall'enduro, dal 1998 vanta diverse partecipazioni al Rally Dakar, con tre podi ed otto vittorie di tappa. Come molti motociclisti dakariani abbandonate le due ruote si è dato alle competizioni dei rally raid con le auto.

## Palmarès

### Rally Dakar
| Anno | Categoria | Mezzo             | Pos. | Tappe |
| ---- | --------- | ----------------- | ---- | ----- |
| 1998 | Moto      | KTM               | 4    |       |
| 1999 | Moto      | KTM               | 3º   | 2     |
| 2000 | Moto      | KTM               | 45º  | 1     |
| 2001 | Moto      | KTM               | 5º   | 2     |
| 2002 | Moto      | KTM               | 2º   | 2     |
| 2003 | Moto      | KTM               | Rit. | 1     |
| 2004 | Moto      | KTM               | 4º   |       |
| 2005 | Moto      | KTM               | 3º.  |       |
| 2006 | Auto      | BMW               | 15º  |       |
| 2009 | Auto      | Buggy SMG Porsche | 75º  |       |
| 2010 | Auto      | Nissan Navara     | Rit. |       |
| 2011 | Auto      | Nissan Navara     | 18º  |       |

### Altri risultati
1998
- all'Abu Dhabi Desert Challenge

1999
- al Baja España-Aragón

2000
- al Rally di Tunisia

2002
- all'Abu Dhabi Desert Challenge